# Přemyšlenský potok
Přemyšlenský potok je menší vodní tok v Pražské plošině, pravostranný přítok Vltavy v okrese Praha-východ ve Středočeském kraji. Délka toku měří 4 km, plocha povodí činí 5,71 km².

## Průběh toku
Potok pramení ve Zdibech nedaleko zámku u silnice II/608 v nadmořské výšce 285 metrů. Teče západním směrem a podtéká zmíněnou silnici II/608, protéká postupně Zdiby a jejich částmi Veltěž a Přemyšlení. Na potoce se nachází řada rybníků a nádrží, největší je v Přemyšlení u zámku. Za lesem se v Klecánkách Přemyšlenský potok zprava vlévá do Vltavy v nadmořské výšce 175 metrů. Dále po toku Vltavy se za ústím nachází zdymadlo Klecany.

## Galerie

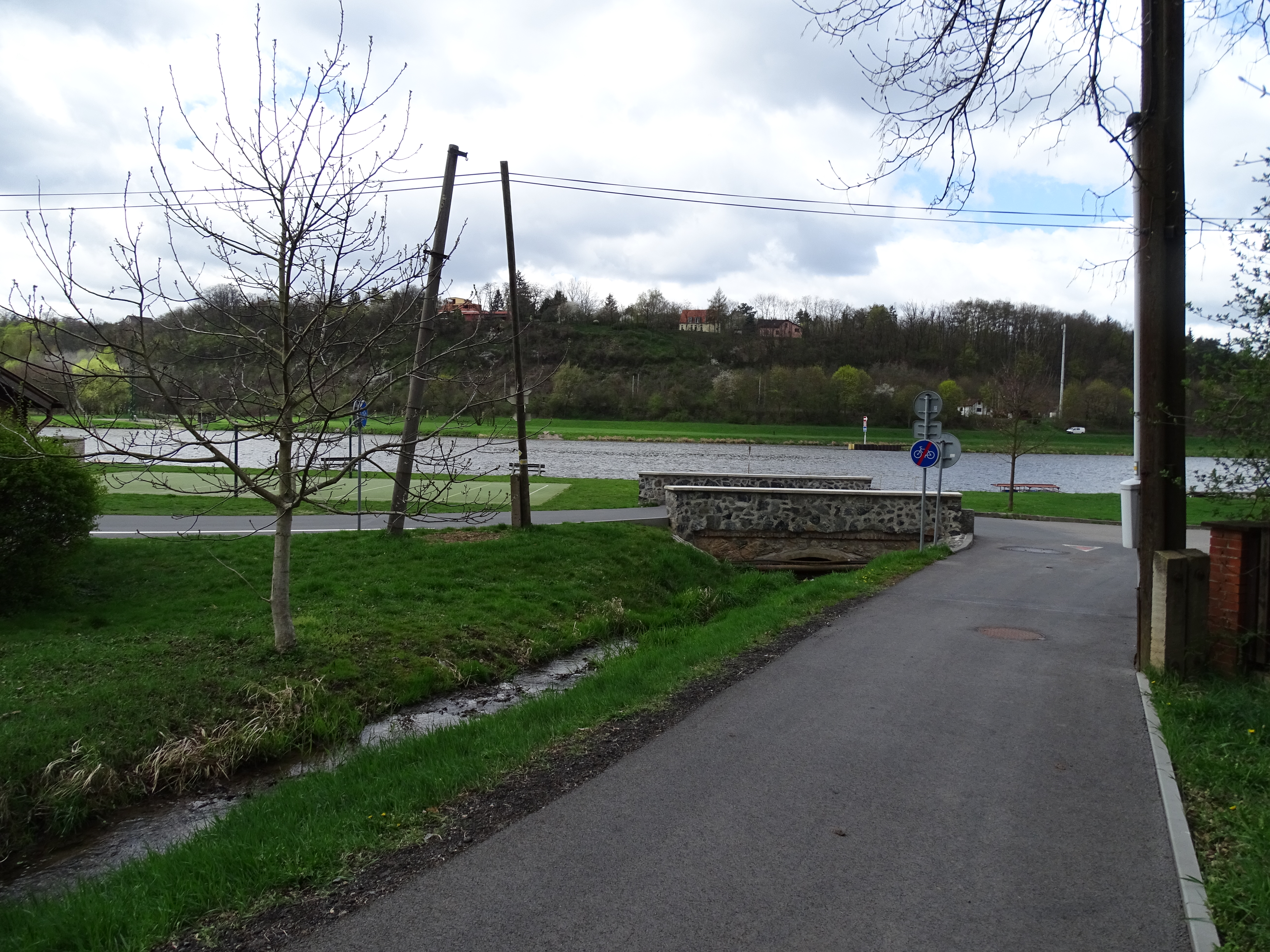
můstek na cyklostezce
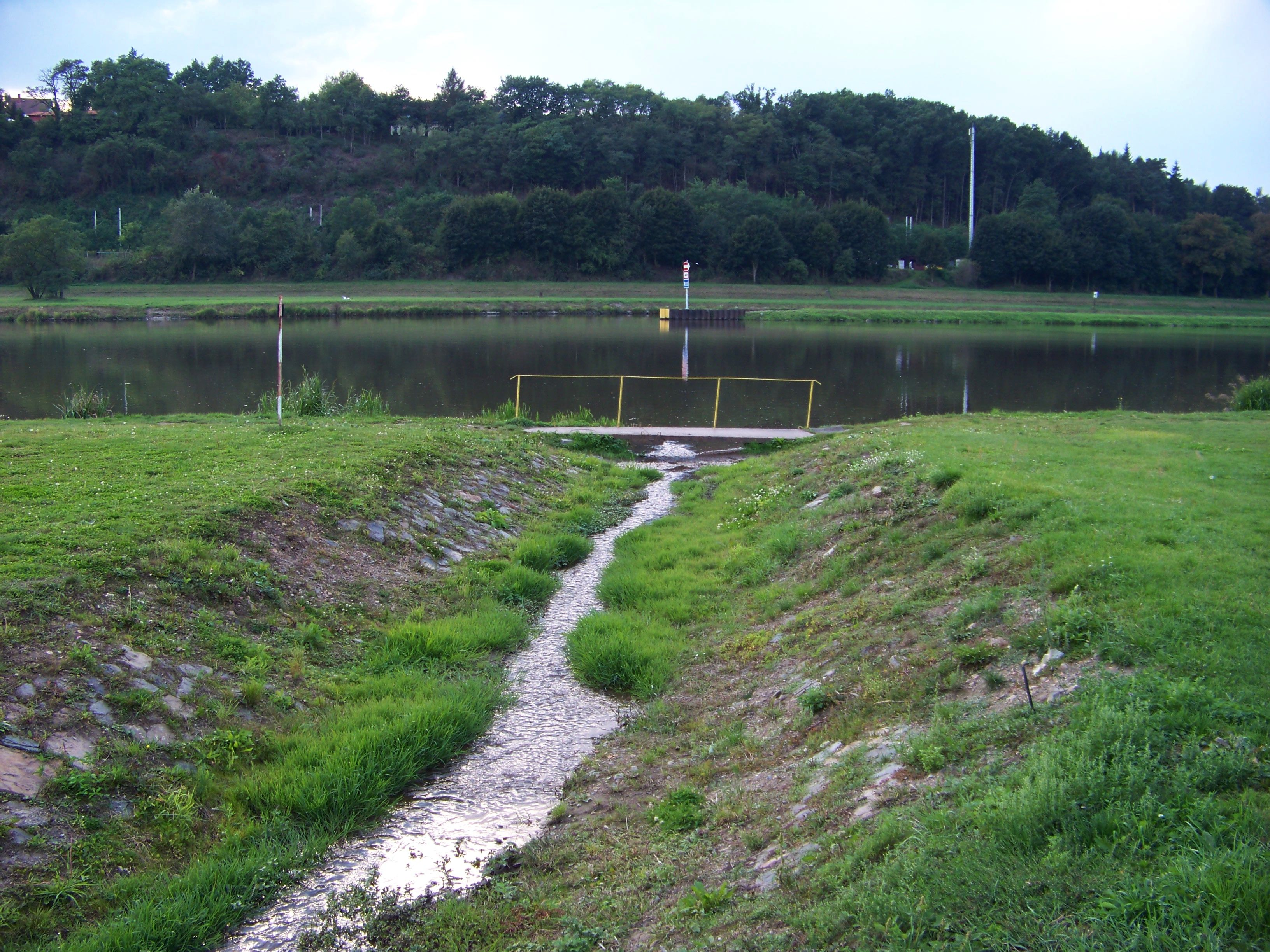
ústí do Vltavy